# Karanikići
Karanikići (cyr. Караникићи) – wieś w Czarnogórze, w gminie Bar. W 2011 roku liczyła 6 mieszkańców.